# Saint-Paul-en-Gâtine
Saint-Paul-en-Gâtine és un municipi francès situat al departament de Deux-Sèvres i a la regió de la Nova Aquitània. L'any 2007 tenia 442 habitants.

## Demografia

### Població
El 2007 la població de fet de Saint-Paul-en-Gâtine era de 442 persones. Hi havia 182 famílies de les quals 40 eren unipersonals (20 homes vivint sols i 20 dones vivint soles), 67 parelles sense fills, 59 parelles amb fills i 16 famílies monoparentals amb fills.
La població ha evolucionat segons el següent gràfic:
Habitants censats

### Habitatges
El 2007 hi havia 240 habitatges, 185 eren l'habitatge principal de la família, 30 eren segones residències i 24 estaven desocupats. Tots els 237 habitatges eren cases. Dels 185 habitatges principals, 157 estaven ocupats pels seus propietaris i 29 estaven llogats i ocupats pels llogaters; 7 tenien dues cambres, 22 en tenien tres, 59 en tenien quatre i 97 en tenien cinc o més. 161 habitatges disposaven pel capbaix d'una plaça de pàrquing. A 91 habitatges hi havia un automòbil i a 80 n'hi havia dos o més.

### Piràmide de població
La piràmide de població per edats i sexe el 2009 era:
| Homes | Edats   | Dones |
| ----- | ------- | ----- |
| 0     | 95 o +  | 0     |
| 4     | 90 a 94 | 8     |
| 0     | 85 a 89 | 4     |
| 8     | 80 a 84 | 0     |
| 16    | 75 a 79 | 20    |
| 20    | 70 a 74 | 16    |
| 16    | 65 a 69 | 20    |
| 16    | 60 a 64 | 12    |
| 12    | 55 a 59 | 4     |
| 16    | 50 a 54 | 12    |
| 0     | 45 a 49 | 4     |
| 32    | 40 a 44 | 24    |
| 24    | 35 a 39 | 16    |
| 12    | 30 a 34 | 20    |
| 12    | 25 a 29 | 12    |
| 12    | 20 a 24 | 4     |
| 12    | 15 a 19 | 16    |
| 24    | 10 a 14 | 24    |
| 16    | 5 a 9   | 16    |
| 0     | 0 a 4   | 8     |

## Economia
El 2007 la població en edat de treballar era de 272 persones, 184 eren actives i 88 eren inactives. De les 184 persones actives 171 estaven ocupades (100 homes i 71 dones) i 13 estaven aturades (4 homes i 9 dones). De les 88 persones inactives 48 estaven jubilades, 21 estaven estudiant i 19 estaven classificades com a «altres inactius».

### Ingressos
El 2009 a Saint-Paul-en-Gâtine hi havia 194 unitats fiscals que integraven 441,5 persones, la mediana anual d'ingressos fiscals per persona era de 15.208 €.

### Activitats econòmiques
Dels 12 establiments que hi havia el 2007, 1 era d'una empresa extractiva, 3 d'empreses de construcció, 6 d'empreses de comerç i reparació d'automòbils, 1 d'una empresa financera i 1 d'una empresa de serveis.
Dels 3 establiments de servei als particulars que hi havia el 2009, 1 era un paleta, 1 lampisteria i 1 empresa de construcció.
L'any 2000 a Saint-Paul-en-Gâtine hi havia 36 explotacions agrícoles que ocupaven un total de 1.472 hectàrees.

## Poblacions més properes
El següent diagrama mostra les poblacions més properes.